# 陈广富
陈广富（1953年—），广东阳西人，汉族，中华人民共和国政治人物、第十一届全国人民代表大会广东地区代表。
担任广东省阳西县粤富水产养殖鱼粉有限公司董事长，是中共党员。2008年起担任全国人大代表。